# Пауль Гор
Пауль Гор або Павел (* 27 липня 1875, Кишинів — † 8 грудня 1927) — бессарабський румунський історик, прозаїк і публіцист, почесний член (1919) Румунської академії, президент Молдовської національної партії. «Дуже культурна людина, він володів величезною бібліотекою і досконало знав історію Бессарабії».
Закінчив гімназію в Миколаєві на Херсонщині (1895), а потім юридичний факультет Петербурзького університету (1901). У 1905 році він став мировим суддею на території Оргея і в тому ж році став президентом редакційного комітету Молдовського товариства. У 1909 році він став директором охорони здоров'я та директором Національного музею в Кишиневі, де працював до 1918 року. У 1910 р. обраний дворянським депутатом і заступником голови губернського земства. На цій посаді Пол Гор проситиме на трибуні в 1912 році запровадження румунської мови в школах.
Під час Першої світової війни був генеральним директором Червоного Хреста в Бессарабії. У 1917 році став президентом новоствореної Молдовської шкільної комісії; 20 березня — президент Молдовської національної партії, 16 травня — Молдовського культурного товариства. Весь цей період він виконував посаду заступника бессарабського комісара Ц. Мімі. Він був першим жителем Кишинева, який вивісив румунський прапор на своїй резиденції. 7 червня 1919 року він був обраний почесним членом Румунської академії. Автор праць «Плебісцит в Бессарабії» (1919), «Населення Бессарабії за національностями за офіційними російськими джерелами» (у співавторстві з П. Казаку) (1920), «Самоуправлення і земства» (1920), «Бессарабія» (1926). Перебуваючи на передовій Першої світової війни в складі Червоного Хреста, він пише мемуари Flămânzi i, Fragment, Abyss, Rătăciri (Військовий епізод: росіяни під Grozești), Moș Vranceanu, Subt impresia focului.
У Великій Румунії він проводив широку діяльність, ставши: президентом Бессарабської комісії історичних пам'яток (1919), Культурної ліги, секції Кишинева (1920), членом правління Румунського нумізматичного товариства (1921), комітету Румунського королівського географічного товариства (1921), почесний член Церковного історико-археологічного товариства Кишинева (1921), член Румунського атенеуму (1923), Румунського товариства відродження, Фонду принца Кароля.
Похований на цвинтарі церкви Святого Іллі в Кишиневі, яку згодом зруйнували.
Север Цотта вважав його «шляхтичем без пихи, гордим, але справедливим боярином, мудрим і скромним ученим, доброю і милосердною людиною, щирим і вірним другом, благочестивим християнином і містичним монархістом, рідкісним проявом генія нашого раси і останнім лицарем Бессарабії».

## Внесок у геральдику та вексилологію
Пол Гор ретельно вивчав науку та мистецтво геральдики, його знання рекомендували його для призначення членом Геральдичної ради Франції, Міжнародної геральдичної конвенції в Лондоні, Швейцарського геральдичного товариства, асоціацій Адлера у Відні, Герольда з Берліна, Сан-Мішель з Бамберга, як член-кореспондент Геральдичної академії з Мадрида тощо. Георге Безвіконі свідчив, що «Пауль Гор був першим, але й останнім лицарем Бессарабії. Вивчаючи минуле, він прийшов до середньовічної та піднесеної концепції ідеї лицарства, раси та герба. Таким чином, він став єдиним герольдом Бессарабії, навіть усієї Румунії» .

Прапор Молдавської Демократичної Республіки, на якому розташований її герб

В умовах створення в Кишиневі Молдавської національної партії 3 квітня 1917 року Павло Гор (як президент) написав російською мовою дослідження під назвою «Національні кольори румунів Бессарабії» (залишилося в рукописі). мета твору — продемонструвати, що бессарабці мають природно використовувати румунський триколор:
Потрібна певна повага до національного минулого і лише трохи мужності, щоб відстоювати свої законні національні права. Я зовсім не наполягаю на тому, що наш державний прапор, який складається з трьох кольорових смуг - синьої, жовтої та червоної, повинен мати вертикальне розташування цих смуг. Нехай ці смужки у вказаному порядку є горизонтальними. Але кольори і їх послідовність повинні бути збережені, тим більше, що всі ці три кольори є і в гербі Бессарабії, який представляє, якщо прибрати межу кольорів імперії, точний старовинний герб Молдавського князівства, а відомо, що прапори повинні бути складені за точними правилами геральдики, згідно з кольорами поля і емблемами відповідних гербів.
З цієї точки зору геральдист Сільвіу Андріс-Табак вважає Гора моральним автором герба та прапора Молдавської Демократичної Республіки, головним чином через те, що "Пауль Гор мав реальну можливість впливати на думку революціонера еліта і громадськість. [. . . ] Лише професійний геральдист такого рівня міг знайти формулу, яка б виразила геральдичною мовою звільнення Молдавської провінції […] від панування імператорів Романових і, вводночас знати (а він знав), яким був старий герб Молдовського князівства .
У 1922 році була створена Геральдична консультативна комісія під головуванням Дімітріє Ончула. Пол Гор буде одним з перших його членів, оскільки він пропонує кілька моделей для герба Великої Румунії. Прийняття герба почалося з його ідеї. Але все ж у 1922 році Гор був призначений директором музею та президентом Державної архівної комісії в Кишиневі, що змусило його пропустити багато засідань Геральдичної консультативної комісії. Після його смерті в 1928 році Комісія була доповнена призначенням Джордже Д. Флореску.

## Праці

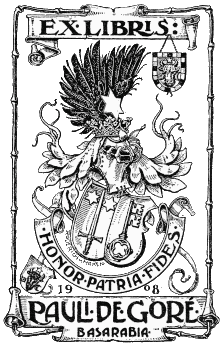
Екслібрис 1908 року роботи Пауля Гора

- Записка про одновірців у Бессарабії (1908);
- Права Мазилісів (1911);
- Альбом молдавського килимового орнаменту (1912);
- Плебісцит з Бессарабії (1919);
- Самоуправління і земства (1920);
- Хризантема з кордону, в міжвоєнній прозі з Бессарабії, інж. і прив. Veronica Bâtcă, Бухарест, 1996, 63-72

Також писав дослідження та статті в: «Літературні бесіди», «Історичний огляд», «Румунське життя», «Демократія», «Архівний журнал», «Бессарабія».

### Щоб поглибити тему
- Sever de Zotta, Paul Gore, Chișinău, 1928.
- Gheorghe Bezviconi, Pavel Gore în «D. T. N.», III, 1936, nr. 28-30 din ianuarie-martie; V, 1937, nr. 50 din noiembrie.
- Constantin Moisil, Comisia consultativă heraldică, în «Revista Arhivelor», I, 1925, nr. 2.